# Paluksizaur
Paluksizaur (Paluxysaurus jonesi) – dinozaur z rodziny brachiozaurów (Brachiosauridae).
Żył w epoce późnej kredy (ok. 112 mln lat temu) na terenach Ameryki Północnej. Jego szczątki znaleziono w USA (w stanach Maryland i Teksas).
Opisany na podstawie fragmentu łopatki oraz kości kończyn tylnych.